# Rê bóng

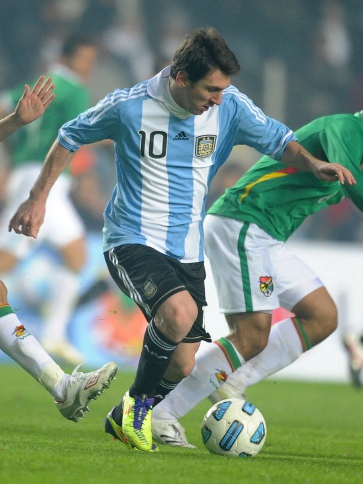
Messi đang rê bóng tại Copa America năm 2011

Rê bóng (Dribbling), còn gọi là đi bóng, rê dắt bóng, lừa bóng, pha solo hoặc qua người, là một kỹ thuật mà cầu thủ giữ và kiểm soát trái bóng dưới chân mình để dịch chuyển trái bóng qua đối thủ và tiếp cận gần hơn đến khung thành nhằm tránh các nỗ lực đánh chặn bóng của hậu vệ. Một pha rê bóng thành công sẽ đưa bóng vượt qua hậu vệ hoặc cầu thủ khác và tạo cơ hội ghi bàn. Các cầu thủ giỏi hầu hết cần có kỹ thuật rê bóng tốt, kiểm soát trái bóng ở tốc độ cao để tránh bị đối phương cướp bóng. 

## Kỹ thuật

Maradona đang rê bóng qua các cầu thủ Brazil

Trong bóng đá rê bóng là một trong những kỹ năng đi bóng khó thành thạo nhất và là một trong những động tác tấn công hữu ích nhất. Trong tình huống rê dắt bóng, cầu thủ sẽ cố gắng đẩy bóng về phía khung thành đối phương thông qua việc kiểm soát bóng, chẳng hạn như bằng cách rê bóng (sử dụng các động tác kỹ thuật). Để vượt qua đối thủ, rê bóng có thể đòi hỏi nhiều thủ thuật và chiêu thức lôi kéo. Rê bóng tạo ra khoảng trống trong những tình huống hẹp có người dẫn bóng (bị hậu vệ kèm chặt), và người dẫn bóng có thể ghi bàn hoặc tạo cơ hội ghi bàn sau khi lừa bóng thành công. Tuy nhiên, nếu không thành thạo và sử dụng kỹ thuật lừa bóng, có thể dẫn đến mất quyền kiểm soát bóng khi bóng bị hậu vệ chặn hoặc truy cản.
Một số cầu thủ thích vượt qua những cầu thủ khác bằng tốc độ và thể chất, chẳng hạn như cầu thủ chạy cánh Gareth Bale thường sử dụng tốc độ của mình để bứt tốc vượt qua các truy cản của đối phương, hoặc Claudio Caniggia được mệnh danh là "Đứa con của thần gió" dùng tốc độ của mình để bứt đi, hoặc Cuồng phong Fernando Torres thời còn đá cho Liverpool thường lướt qua hậu vệ trước khi ghi bàn. Trong khi những cầu thủ khác có thể sử dụng những kỷ thuật điêu luyện khả năng kiểm soát, sự nhanh nhẹn và tăng tốc trong những thời khắc quyết định để né tránh những pha tắc bóng, chẳng hạn như Lionel Messi, Maradona, Karel Poborský, Gianfranco Zola hay Hồng Sơn, Ba Đẻn của Việt Nam. Trong đó những cầu thủ như Lionel Messi và Maradona được biết đến với những pha dắt bóng lừa qua nhiều cầu thủ đối phương một lúc.
Một người rê bóng khéo léo thường khó bị bắt bài, các pha tắc bóng không thành công (không chạm được bóng) có thể dẫn đến tình huống đá phạt và bị phạt thẻ phạt. Tại FIFA World Cup 2018, tiền vệ người Bỉ Eden Hazard, nổi tiếng là khó bị lấy bóng nhất, anh đã lập kỷ lục World Cup về số lần rê bóng thành công trong bất kỳ trận đấu nào ở World Cup kể từ năm 1966, với tỷ lệ thành công 100% trong 10 lần rê bóng trước Brazil. Ở bóng đá hiện đại, khi nhắc đến khả năng rê bóng, chắc hẳn tất thảy đều nghĩ đến siêu sao người Argentina là Lionel Messi, cầu thủ có tài năng thiên bẩm và được ưu ái chiếc chân trái thần thánh, Những tình huống rê bóng, xộc thẳng vào đối phương đã làm nên tên tuổi của cầu thủ huyền thoại. Messi kiểm soát từng bước chạy của mình để đảm bảo trái bóng luôn được khống chế, Messi rất ít nhìn trái bóng trong khi di chuyển, anh thường xuyên ngẩng đầu để quan sát.